# 콜트 M1903
콜트 모델 1903 포켓 해머리스(Colt Model 1903 Pocket Hammerless)는 존 브라우닝이 설계하고 코네티컷주 하트퍼드의 콜트 특허 화기 제조회사에서 제작한 .32 ACP (7.65mm 브라우닝) 구경의 자동 장전식 반자동 권총이다.
콜트 모델 1908 포켓 해머리스는 5년 후 .380 ACP (9mm Short) 구경으로 출시된 변형 모델이다. "해머리스"라는 이름에도 불구하고 모델 1908은 해머를 가지고 있다. 해머는 슬라이드 후면 아래에 덮여 숨겨져 있어 권총을 주머니에 넣거나 꺼낼 때 걸림 없이 빠르고 부드럽게 사용할 수 있다.

## 역사
약 57만 정의 콜트 포켓 해머리스 권총이 1903년부터 1945년까지 5가지 종류로 생산되었다. 일부는 제2차 세계 대전부터 1970년대까지 미 육군 및 미 공군 장교들에게 지급되었으며, 이들은 1972년에 RIA 콜트 M15 장교용 모델, 즉 M1911A1의 소형 버전으로 대체되었다.
상하이 공공 조계는 1920년대와 1930년대에 장교들에게 M1908을 지급했으며, 보스턴 경찰국과 같은 미국의 경찰들 사이에서도 인기 있는 모델이었다.
합법적인 소유자 외에도, 제2차 세계 대전 이전 시대의 많은 갱스터들은 모델 1903과 1908이 비교적 작고 쉽게 숨길 수 있었기 때문에 선호했다. 알 카포네는 코트 주머니에 하나를 보관했고, 보니 파커는 허벅지에 테이프로 붙여 감옥에 몰래 들여와 클라이드 배로를 감옥에서 탈출시키는 데 사용했다고 한다. 은행 강도 존 딜린저는 1934년 7월 22일 바이오그래프 극장 밖에서 FBI 요원들에게 총격을 받았을 때 이 권총 모델을 소지하고 있었고, 또 다른 유명한 은행 강도 윌리 서튼은 1952년 2월 18일 브루클린에서 경찰에 체포되었을 때 이 권총을 가지고 있었다.
.38 ACP를 사용하는 콜트 모델 1903 포켓 해머 권총도 있었지만, 이 디자인은 관련이 없다. FN M1903 권총 디자인은 콜트 포켓 해머리스와 관련이 있지만, 9×20mm SR 브라우닝 롱 탄약을 사용하기 때문에 물리적으로 더 크다.

### 장교 모델
장교 모델에는 종종 장교의 이름이 새겨져 있었다. 수령자로는 드와이트 D. 아이젠하워, 오마 브래들리, 조지 마셜, 조지 S. 패튼 장군 등이 있다. 패튼의 모델 1908은 그의 계급을 나타내기 위해 손잡이 패널에 세 개(나중에 네 개)의 별이 장식되어 있었다. 이 권총들은 고급 가죽 홀스터, 금속 걸쇠가 있는 가죽 권총 벨트, 금속 부속이 있는 로프 권총 끈, 금속 잠금 장치가 있는 가죽 두 포켓 탄약 파우치와 함께 지급되었다. 색상은 황갈색 또는 검은색 가죽(복무 및 규정에 따라 다름)이었으며, 앳치슨 가죽 제품(Atchison Leather Products) 또는 히콕(Hickok)에서 제작했다. 청소용 로드와 여분 탄창 두 개도 포함되었다. 장군들에게는 1950년 재고가 소진될 때까지 .380 ACP 모델 M이 지급되었다. 그 시점부터 1972년에 교체될 때까지 .32 모델로 대체되었다. 포켓 해머리스는 록 아일랜드 조병창에서 만든 .45 ACP M15 권총으로 대체되었다. 오늘날 포켓 해머리스는 U.S. Armament에서 제조하며, 콜트의 허가를 받았다.

## 설계

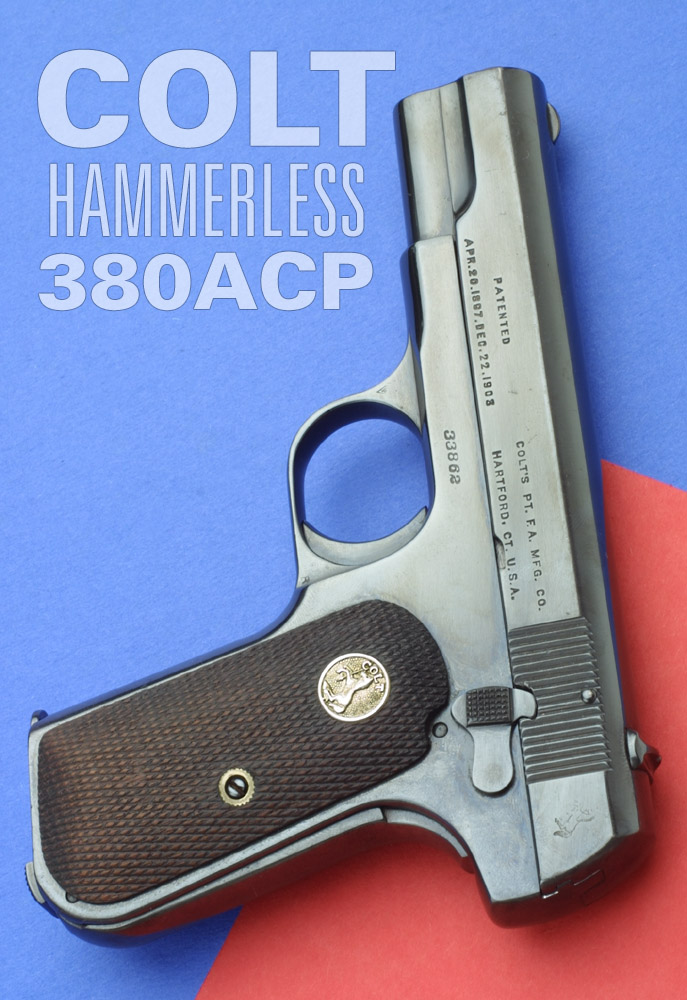
콜트 모델 1908 포켓 해머리스 .380 ACP. 일련 번호는 1919년 생산을 나타낸다.

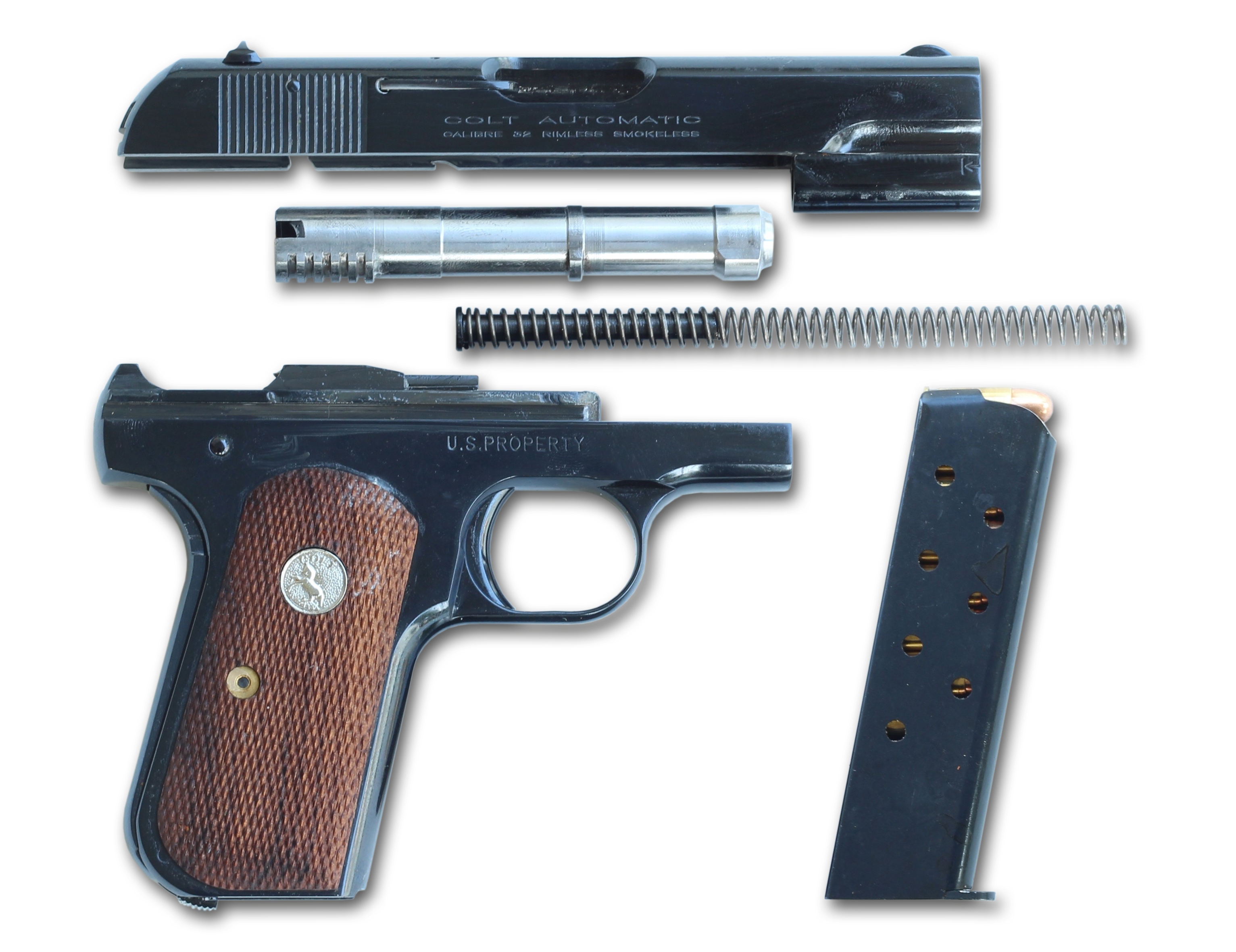
이것은 콜트 U.S. Armament에서 재현한 1903 포켓 모델이다. 1926년에 추가된 탄창 분리기를 제외한 모든 주요 업데이트가 적용되었다. 청소를 위한 분해는 1906년 콜트 .25 "베스트 포켓" 권총과 유사하지만 훨씬 쉽다.

이 권총은 실제로는 해머가 공이치기를 때려 탄약의 뇌관을 작동시키는 방식으로 발사된다. 해머는 슬라이드 후면에 덮여 있다. "해머리스"라는 명칭은 단지 권총이 은닉 휴대에 특히 적합하다는 것을 강조하기 위한 광고용 명칭이었다. 특별한 특징으로는 슬라이드를 수동으로 작동시킬 때 미끄러짐을 방지하는 톱니 모양의 슬라이드와 두 가지 안전 장치(그립 안전장치 및 수동 안전장치)가 있다. 그립 안전장치는 권총의 뒷부분을 구성하는 스프링 장착 부품이다. 그립 안전장치는 콜트 자동 권총의 일반적인 특징이었지만, 콜트 총기에만 국한된 것은 아니다. 나중에 나온 모델에는 탄창 안전장치가 추가되었는데, 이 기능은 탄창이 제거된 상태에서 약실에 총알이 있어도 권총이 발사되는 것을 방지한다.
1908년에는 이 총의 .380 ACP 버전이 출시되었다. 모델 1908이라고 불리며, 구경과 탄창(모델 1903보다 1발 적은 7발 수용)을 제외하고는 모델 1903과 거의 동일하다.
손잡이 패널은 검은색 격자 무늬 단단한 고무, 격자 무늬 호두나무, 또는 특별 주문 재료(상아, 자개, 내장 메달리온)로 되어 있다.
조준기는 고정되어 있지만, 후방 조준기는 풍량 조절을 위해 좌우로 움직일 수 있다.
1944년 10월, 디자인이 변경되어 조준기가 확대되고 슬라이드 톱니 수가 17개에서 19개로 늘어나 1911년 도구를 사용할 수 있게 되었다. .32 ACP 모델도 블루잉 마감에서 파커화 마감으로 변경되었다.
금속 마감은 블루잉 또는 니켈이며, 각인, 은 또는 금 도금과 같은 특별 주문 마감도 있다.

## 변형
- Type I: .32 구경, 별도 총열 부싱, 4인치 총열, 탄창 안전장치 없음, 일련 번호 1~71,999[3]
- Type II: .32 구경, 별도 총열 부싱, 33⁄4-인치 총열; 1908–1910년, SN 72,000~105,050[3]
- Type II: .380 구경, 별도 총열 부싱, 33⁄4-인치 총열; 1908–1910년, SN 001~6250[3]
- Type III: 통합 총열 부싱, 33⁄4-인치 총열; 1910–1926년, SN 105,051~468,789[3]
- Type IV: 통합 총열 부싱, 33⁄4-인치 총열, 탄창 안전장치[3]
- Type V: 통합 총열 부싱, 33⁄4-인치 총열, 군용 조준기, 상업용 및 "미국 재산" 변형 모두에 탄창 안전장치. SN 468,097~554,446.[3]

군용 파커화 마감의 M1903 버전도 있었는데, 이는 Type IV와 동일하며 일련 번호 554,447~572,214이다.

## 대중문화에서
은행 강도 존 딜린저는 1934년 7월 22일 바이오그래프 극장 밖에서 FBI 요원들에게 총격을 받았을 때 이 권총 모델을 소지하고 있었고, 또 다른 유명한 은행 강도 윌리 서튼은 1952년 2월 18일 브루클린에서 경찰에 체포되었을 때 이 권총을 가지고 있었다.
군벌 시대 중국에서는 일부 수공예 장인들이 콜트 모델 1903과 시각적으로 유사하지만, 기계적으로는 다른(그립 안전장치 및 힐 탄창 분리기의 부재 등) 권총을 제작했다.

## 사용처
- 벨기에[8]
- 자유 프랑스
- 일본 제국: 장교들이 구매.[9]
- 영국: 제1차 세계 대전 중 구매; 1921년에 또 다른 배치가 구매되었다. 제2차 세계 대전 중 랜드리스를 통해 수천 정이 공급되었다. 일부는 영국 공군에 지급되었다.[8][9]
- 미국: 1917년 D.C. 해군 공창에서 200정을 구매하여 전달원 및 정보 장교에게 지급[8][10] 1942년 1월부터 1945년 12월까지 OSS를 포함한 특수 요원들에게 2만 정의 1903 및 1908 모델이 지급되었다.[9]
- 네덜란드: 1940년에서 1942년 사이에 6,800정을 주문했다. 일부는 네덜란드령 동인도로 보내졌다.[11]

## 분쟁
- 인도네시아 독립 전쟁
- 제1차 세계 대전[12]
- 제2차 세계 대전

## 같이 보기
- 미국군 개인 화기 목록
- 루비 권총